# Cordon littoral

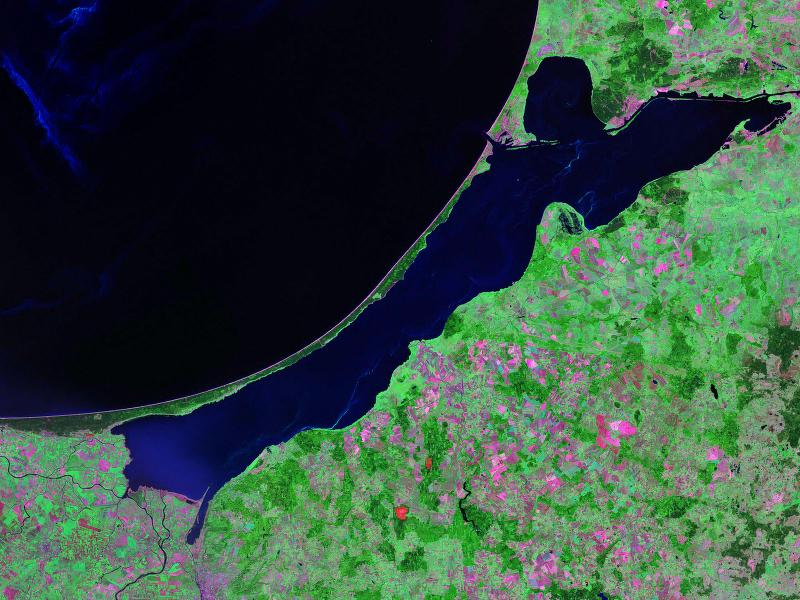
Image satellite de la péninsule et de la lagune de la Vistule partagées entre la Pologne (au sud) et la Russie (au nord)

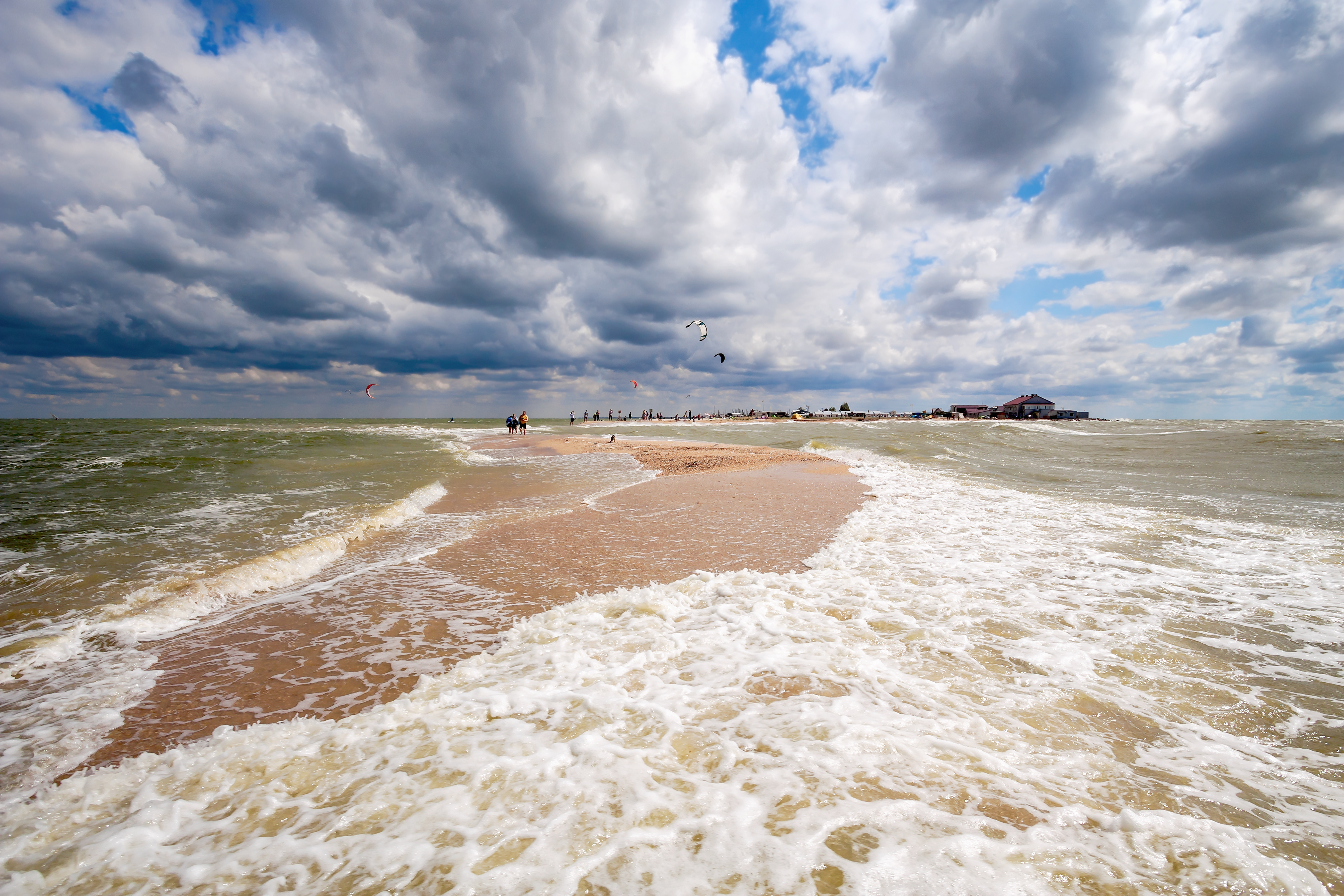
Cordon littoral sur la mer d'Azov.

Un cordon littoral est un terme vague du langage courant, qui recouvre toutes sortes d'accumulations sédimentaires meubles (flèche littorale, île barrière, lido, plage adossée, queue de comète, sillon, tombolo, etc.) en bord de mer. Dans le langage géographique plus strict, ce terme désigne une forme linéaire très étroite et allongée d'accumulation de sédiments transportés par la dérive littorale et qui a la particularité d'être accrochée aux deux extrémités, séparant de la mer des aires basses. Caractéristique des milieux marins riches en disponibilité de sédiments (deltas, estuaires), cette bande de terre composée de matériaux divers (sables, graviers, galets) déposés par des courants marins peut prendre différentes formes (flèche, queue de comète) qui ont en commun leur relief allongé peu marqué et leur nature alluvionnaire.
Lorsqu'il se forme en avant des côtes et plus ou moins parallèlement à celles-ci, un cordon littoral peut isoler un plan d'eau alors appelé lagune. Cette lagune peut communiquer avec le plan d'eau principal par une ou plusieurs passes ou graus qui découpent le cordon littoral. S'il n'existe qu'une seule passe, le cordon littoral est alors relié à la terre ferme et forme une ou deux flèches littorales. C'est le cas de l'isthme de Courlande en Lituanie et Russie dans la mer Baltique. Lorsque plusieurs passes sont présentes, le cordon littoral forme alors un ensemble de flèches et d'îles, parfois appelés « îles barrières », comme les Outer Banks aux États-Unis dans l'océan Atlantique ou les îles de la Frise aux Pays-Bas, Allemagne et Danemark en mer du Nord ou encore dans la lagune de Venise.

## Formation
Les cordons littoraux sont formés par l'action conjointe d'une source d'apports sédimentaires (par exemple un fleuve) et différents processus hydrodynamiques côtiers notamment la dérive littorale et les variations du niveau marin.
La plupart des cordons littoraux actuels ont commencé leur formation avec la transgression marine flandrienne à la suite de la dernière grande glaciation.